# Abdoulaye Wade
Abdoulaye Wade pronunciaciónⓘ (Kébémer; 29 de mayo de 1926) es un político senegalés que se desempeñó como el tercer presidente de Senegal desde 2000 hasta 2012. Es el líder del Partido Democrático Senegalés, un partido liberal miembro de la Internacional Liberal. Antes de llegar al gobierno, lideró la oposición por décadas, y en algunas ocasiones fue exiliado y hecho prisionero en Besançon por sus actividades políticas. Estudió en el Lycée Condorcet.
Wade se postuló para presidente por primera vez en febrero de 1978 contra el primer presidente de Senegal, Léopold Sédar Senghor, obteniendo el 17,38% de los votos, pero no suficiente para alcanzar a Senghor. Consecuentemente, se postuló como presidente en las elecciones de 1983, 1988, y 1993, quedando siempre en segundo lugar, después del sucesor de Senghor, Abdou Diouf. En febrero de 2000, volvió a quedar en segundo lugar con 31%, pero Diouf no obtuvo una mayoría, por lo que se realizó una segunda vuelta el 19 de marzo. Abdoulaye Wade ganó con 58,49% de los votos y asumió como presidente el 1 de abril de 2000. Fue reelegido en las elecciones presidenciales del 25 de febrero de 2007 con una victoria del 55,86 % en la primera vuelta.
En las elecciones de 2012 obtuvo la victoria en primera vuelta con 35% de los votos, mientras su antiguo aliado y líder de la oposición Macky Sall obtuvo 24%. En la segunda vuelta realizada el 24 de marzo Sall resultó favorecido con 65% mientras que Wade solo contó con el 35%. Sall tomó posesión del gobierno el 2 de abril.

## Actividad pospresidencial
En 2017, Wade encabezó la lista de la “Coalición ganadora de Wattu Senegaal” a la que pertenece el PDS, para las elecciones legislativas de julio. Regresó a Senegal el 10 de julio. Varios politólogos creen que si Wade quiere volver al poder es aprobar una ley de amnistía para su hijo Karim. La coalición perdió, sin embargo, obteniendo el 17% de los votos y 19 escaños, mientras que la coalición liderada por el primer ministro Mahammed Dionne y que apoyó al presidente Macky Sall obtuvo 125 de los 165 escaños de la Asamblea. Elegido miembro del Parlamento, dimitió el 14 de septiembre de 2017. Luego, Wade regresó a Francia.
Regresa una vez más a Senegal el 7 de febrero de 2019 para hacer campaña por el boicot a las elecciones presidenciales que tienen lugar este mes en las que su hijo Karim no puede participar y para las que Macky Sall está anunciado ganador. Su campaña recibe poco apoyo. Macky Sall fue reelegido en la primera vuelta y la participación (58,27%) fue incluso 12 puntos más alta que en las elecciones presidenciales anteriores.
En octubre de 2019, Abdoulaye Wade y el jefe de Estado Macky Sall desean sellar su reconciliación reuniéndose en el palacio presidencial. Este calentamiento de relaciones que comenzó con la inauguración de la Mezquita Massalikul Jinaan en Dakar en septiembre de 2019.